# Tetarticlava
Tetarticlava is een geslacht van vliesvleugeligen uit de familie Encyrtidae. De wetenschappelijke naam van dit geslacht is voor het eerst geldig gepubliceerd in 1980 door Noyes.

## Soorten
Het geslacht Tetarticlava omvat de volgende soorten:
- Tetarticlava larai Trjapitzin & Ruíz Cancino, 2000
- Tetarticlava yoshimotoi Noyes, 1980